# Tropideres
Tropideres är ett släkte av skalbaggar som beskrevs av Carl Johan Schönherr 1823. Tropideres ingår i familjen plattnosbaggar.

## Bildgalleri

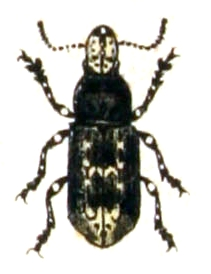

## Dottertaxa tillTropideres, i alfabetisk ordning[1][2]
- Tropideres acerbus
- Tropideres albirostris
- Tropideres albuginosus
- Tropideres amoenus
- Tropideres angulatus
- Tropideres asper
- Tropideres baguenai
- Tropideres balteatus
- Tropideres basipennis
- Tropideres bilineatus
- Tropideres bimaculatus
- Tropideres bisignatus
- Tropideres blanchardi
- Tropideres bolinus
- Tropideres brevirostris
- Tropideres bruchoides
- Tropideres caliginosus
- Tropideres calliergus
- Tropideres carens
- Tropideres cinctus
- Tropideres combraliensis
- Tropideres concolor
- Tropideres confusus
- Tropideres cornutus
- Tropideres crassicornis
- Tropideres curtirostris
- Tropideres cylindricus
- Tropideres debilis
- Tropideres difficilis
- Tropideres distinguendus
- Tropideres dorsalis
- Tropideres edgreni
- Tropideres enganensis
- Tropideres ephippium
- Tropideres evanescens
- Tropideres exul
- Tropideres fallax
- Tropideres fascirostris
- Tropideres feralis
- Tropideres flabellicornis
- Tropideres fuscipennis
- Tropideres fuscirostris
- Tropideres germanus
- Tropideres gracilicornis
- Tropideres grisescens
- Tropideres griseus
- Tropideres guttifer
- Tropideres imperfectus
- Tropideres japonicus
- Tropideres lacteocaudatus
- Tropideres lateralis
- Tropideres latirostris
- Tropideres laxus
- Tropideres luscus
- Tropideres lutatus
- Tropideres marmoreus
- Tropideres mateui
- Tropideres minor
- Tropideres minutus
- Tropideres modestus
- Tropideres musivus
- Tropideres naevulus
- Tropideres nasutulus
- Tropideres neglectus
- Tropideres niveirostris
- Tropideres nodulosus
- Tropideres notabilis
- Tropideres obsoletus
- Tropideres pallidirostris
- Tropideres pardalis
- Tropideres parvulus
- Tropideres paviei
- Tropideres pectoralis
- Tropideres poecilus
- Tropideres pudens
- Tropideres pygmaeus
- Tropideres quadrinotatus
- Tropideres quercinus
- Tropideres rectus
- Tropideres roelofsi
- Tropideres rufescens
- Tropideres rufipennis
- Tropideres rugirostris
- Tropideres scitus
- Tropideres securus
- Tropideres sepicola
- Tropideres sexverrucatus
- Tropideres signellus
- Tropideres sordidulus
- Tropideres sparsus
- Tropideres subsignatus
- Tropideres sucula
- Tropideres synetus
- Tropideres tessellatus
- Tropideres tetrastigma
- Tropideres trigemmis
- Tropideres trilobatus
- Tropideres trivialis
- Tropideres truncatus
- Tropideres undatus
- Tropideres undulatus
- Tropideres variegatus
- Tropideres variolosus
- Tropideres vasconicus
- Tropideres verrucosus
- Tropideres vigens
- Tropideres vilis